# Porta Ratumena
Porta Ratumena era uma das portas da antiga Muralha Serviana de Roma. Sua localização e sua própria existência é incerta.

## História
A Porta Ratumena provavelmente se abria no trecho da muralha que contornava a Cidadela do Capitolino, talvez sobre a antiga "Saída de Marfório", destruída para dar lugar ao Altar da Pátria e à Via dei Fori Imperiali. A hipótese moderna mais acreditada a localiza perto do túmulo de Caio Publício Bíbulo, ainda visível perto da fonte à esquerda do Altar e no início da Via. A lápide funerária está localizada de uma forma que permite inferir a existência, na mesma direção, de uma estrada sobre a qual se abria a antiga Porta Ratumena. Um dos maiores estudiosos das muralhas de Roma, G. Säflund, sugere que a Ratumena pode ser a mesma porta conhecida como Porta Fontinal, um antigo acesso às fortificações já existentes na época da captura de Roma pelos gauleses em 390 a.C. e, portanto, mais antiga que a Muralha Serviana.
Outros autores antigos, entre os quais Plínio, o Jovem, e Plutarco, fazem referência a uma lenda segundo a qual o nome Ratumena é derivado do nome de um condutor de carruagem de Veios que morreu depois de ser derrubado de sua carruagem após uma correria dos cavalos que conduzia até a região da porta, onde ele foi esmagado.